# Stiftung Gerhart-Hauptmann-Haus

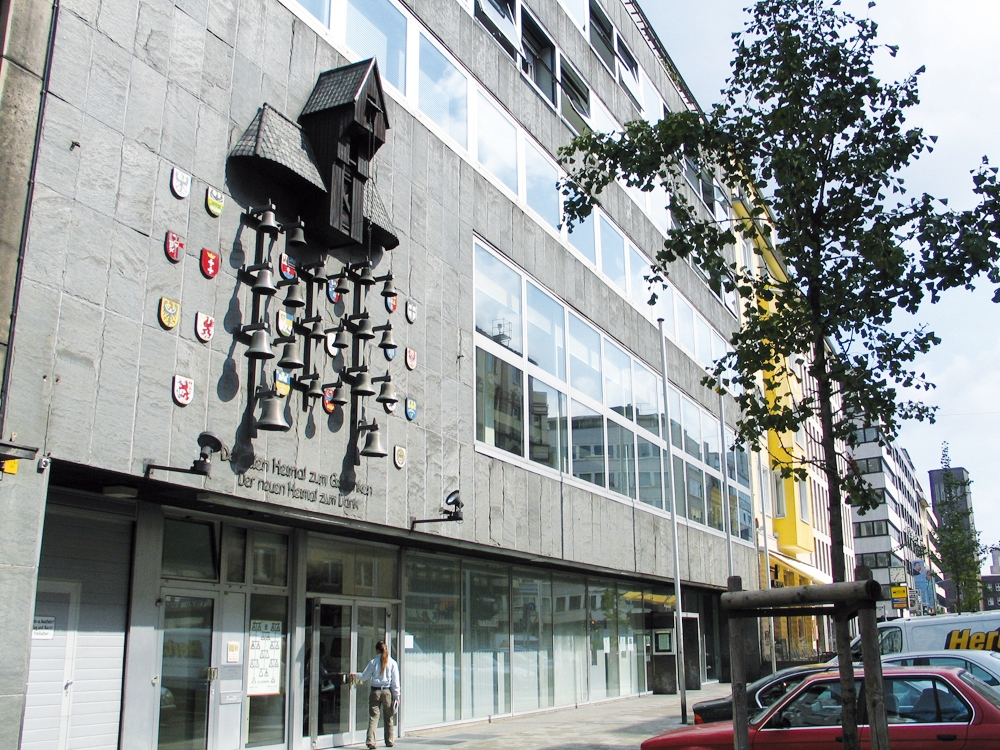
Das Gerhart-Hauptmann-Haus (Düsseldorf)

Die Stiftung Gerhart-Hauptmann-Haus – Deutsch-osteuropäisches Forum ist eine Einrichtung des Landes Nordrhein-Westfalen in Düsseldorf und dient der Pflege und Weiterentwicklung des Kulturerbes der Deutschen aus dem Osten. Benannt ist die Stiftung nach dem in Schlesien geborenen Schriftsteller Gerhart Hauptmann.

## Stiftungszweck
Die vom Land Nordrhein-Westfalen getragene Stiftung verfolgt gemäß ihrer Satzung den Zweck der Erhaltung, Darstellung und Weiterentwicklung der Kultur der historischen deutschen Ostgebiete und der deutschen Siedlungsgebiete in Ost- und Südosteuropa in Nordrhein-Westfalen und in den Herkunftsgebieten der vertriebenen Ostdeutschen.
Darunter fällt die Behandlung deutscher Vertriebenen- und Aussiedlerprobleme, die Erhaltung und Stärkung der kulturellen Identität der deutschen Volksgruppen in Mittel-, Ost- und Südosteuropa auf der Grundlage der Völkerverständigung, die kulturelle und gesellschaftliche Eingliederung Deutscher, die aus Ost- und Südosteuropa kommen, die Darstellung und Förderung der Wechselbeziehungen der deutschen Kultur mit den Kulturen in Mittel-, Ost- und Südosteuropa sowie die Förderung des friedlichen Zusammenlebens der Völker.

## Rechtsgrundlage
Die Rechtsgrundlage der Arbeit der Stiftung besteht in § 96 BVFG. Die Stiftung ist eine allgemeine selbständige Stiftung im Sinne des § 2 Abs. 1 des Stiftungsgesetzes Nordrhein-Westfalen vom 21. Juli 1977 (GV NW S. 274/SGV NW 40) mit Sitz in Düsseldorf. Sie ist als gemeinnützig anerkannt.

## Geschichte der Stiftung
Die Stiftung wurde durch einen Beschluss des nordrhein-westfälischen Kabinetts unter Ministerpräsident Fritz Steinhoff (SPD) am 29. April 1957 begründet. Sie trug zunächst den Namen „Stiftung Haus des Deutschen Ostens“. Zu diesem Zeitpunkt lebten über zwei Millionen Vertriebene aus den ehemaligen deutschen Ostgebieten in Nordrhein-Westfalen.
Im Juni 1963 konnte Ministerpräsident Franz Meyers (CDU) nach rund zweieinhalbjähriger Bauzeit in der Düsseldorfer Bismarckstraße das der Stiftung gehörende Haus eröffnen. Es bietet seither der Öffentlichkeit ein vielfältiges kulturelles Veranstaltungsprogramm und dient als Tagungs- und Begegnungsstätte mit Gästen aus dem In- und Ausland. 
Infolge der politischen Umbrüche zu Beginn der 1990er Jahre und der Öffnung Ostmittel- und Osteuropas erfuhr die Zusammenarbeit mit Partnern aus dieser Region eine verstärkte Akzentuierung im Rahmen der Stiftungstätigkeit. In Anbetracht dessen erfolgte im November 1992 mit Billigung der von Ministerpräsident Johannes Rau (SPD) geführten Landesregierung die Umbenennung in „Stiftung Gerhart-Hauptmann-Haus – Deutsch-osteuropäisches Forum“. Die Namensgebung nach dem in Schlesien geborenen Literaturnobelpreisträger Gerhart Hauptmann, dessen Werk nach wie vor zur Weltliteratur zählt, trägt dem Gedanken des kulturellen Brückenbaus zu den europäischen Nachbarn Rechnung.
Seit 2006 ist der Historiker Winfrid Halder Direktor.

## Bibliothek
Seit dem Herbst 1966 steht die Bibliothek der Stiftung allen interessierten Nutzern zur Verfügung. Der Schwerpunkt der inzwischen rund 80.000 Medien umfassenden Sammlung liegt auf Publikationen zu Kultur und Geschichte der ehemaligen deutschen Ost- bzw. Siedlungsgebiete wie auch zu Gegenwartsfragen in Ostmittel- und Osteuropa. Die Bibliothek enthält auch als Dauerleihgabe den älteren von der Arbeitsgemeinschaft ostdeutscher Familienforscher (bis 1980) zusammengetragenen Buchbestand an genealogischer und heimatkundlicher Literatur.